# Tour de França de 1984
L'edició del Tour de França de 1984, 71a edició de la cursa francesa, es disputà entre el 29 de juny i el 22 de juliol de 1984, amb un recorregut de 4.020,9 km distribuïts en un pròleg i 23 etapes. D'aquestes, 5 foren contrarellotges, una per equips i 4 individuals (una d'elles cronoescalada).
Hi van prendre part 17 equips de 10 corredors cadascun, finalitzant dos d'ells complets. Per primera vegada una etapa és guanyada per un sud-americà, el colombià Lucho Herrera. També és la primera vegada que un estatunidenc puja al podi dels Camps Elisis de París, en guanyar la classificació dels joves i quedar 3r a la general. Es crea un nou mallot, el vermell, per tal d'identificar el líder dels esprints intermedis.
El vencedor tornarà a ser el francès Laurent Fignon, amb més de 10' sobre el seu immediat perseguidor, Bernard Hinault.

## Resultats

### Classificació general
| Classificació General                   | Classificació General | Classificació General | Classificació General |
| --------------------------------------- | --------------------- | --------------------- | --------------------- |
| 1.                                      | Laurent Fignon        | França                | 112h 03' 40"          |
| 2.                                      | Bernard Hinault       | França                | + 10' 32"             |
| 3.                                      | Greg LeMond           | Estats Units          | + 11' 46"             |
| 4.                                      | Robert Millar         | Regne Unit            | + 14' 42"             |
| 5.                                      | Sean Kelly            | Irlanda               | + 16' 35"             |
| 6.                                      | Ángel Arroyo          | Espanya               | + 19' 22"             |
| 7.                                      | Pascal Simon          | França                | + 21' 17"             |
| 8.                                      | Pere Muñoz            | Espanya               | + 26' 17"             |
| 9.                                      | Claude Criquielion    | Bèlgica               | + 29' 12"             |
| 10.                                     | Phil Anderson         | Austràlia             | + 29' 16"             |
| 170 participants, 124 acabaren la cursa |                       |                       |                       |

### Gran Premi de la Muntanya
| 1r | Robert Millar  | 284 pts |
| 2n | Laurent Fignon | 212 pts |
| 3r | Ángel Arroyo   | 140 pts |

### Classificació de la Regularitat
| 1r | Frank Hoste       | 322 pts |
| 2n | Sean Kelly        | 318 pts |
| 3r | Eric Vanderaerden | 247 pts |

### Classificació per equips
| 1r | Renault |

### Altres classificacions
| Millor Jove         | Greg LeMond       |
| Combativitat        | Bernard Hinault   |
| Esprints intermedis | Jacques Hanegraaf |

### Etapes
| Etapa  | Data         | Recorregut                               | km        | Guanyador              | Líder             |
| Pròleg | 29 de juny   | Montreuil-Noisy-le-Sec                   | 5,4 (CRI) | Bernard Hinault        | Bernard Hinault   |
| 1a     | 30 de juny   | Bondy-Saint-Denis (Sena Saint-Denis)     | 148,5     | Frank Hoste            | Ludo Peeters      |
| 2a     | 1 de juliol  | Bobigny-Louvroil                         | 249       | Marc Madiot            | Jacques Hanegraaf |
| 3a     | 2 de juliol  | Louvroil-Valenciennes                    | 51 (CRE)  | Renault-Elf            | Jacques Hanegraaf |
| 4a     | 2 de juliol  | Valenciennes-Béthune                     | 83        | Ferdi van den Haute    | Jacques Hanegraaf |
| 5a     | 3 de juliol  | Béthune-Cergy-Pontoise                   | 207       | Paulo Ferreira         | Vincent Barteau   |
| 6a     | 4 de juliol  | Cergy-Pontoise-Alençon                   | 202       | Frank Hoste            | Vincent Barteau   |
| 7a     | 5 de juliol  | Alençon-Le Mans                          | 67 (CRI)  | Laurent Fignon         | Vincent Barteau   |
| 8a     | 6 de juliol  | Le Mans-Nantes                           | 192       | Pascal Jules           | Vincent Barteau   |
| 9a     | 7 de juliol  | Nantes-Bordeus                           | 338       | Jan Raas               | Vincent Barteau   |
| 10a    | 8 de juliol  | Lengon-Pau                               | 198       | Eric Vanderaerden      | Vincent Barteau   |
| 11a    | 9 de juliol  | Pau-Guzet-neige                          | 226,5     | Robert Millar          | Vincent Barteau   |
| 12a    | 10 de juliol | Sent Gironç-Blagnac                      | 111       | Pascal Poisson         | Vincent Barteau   |
| 13a    | 11 de juliol | Blagnac-Rodés                            | 220,5     | Pierre-Henri Menthéour | Vincent Barteau   |
| 14a    | 12 de juliol | Rodés-Domaine du Rouret                  | 227,5     | Fons de Wolf           | Vincent Barteau   |
| 15a    | 13 de juliol | Domaine du Rouret-Grenoble               | 241,5     | Frédéric Vichot        | Vincent Barteau   |
| 16a    | 15 de juliol | Les Echelles-La Ruchère en Chartreuse    | 22 (CRI)  | Laurent Fignon         | Vincent Barteau   |
| 17a    | 16 de juliol | Grenoble-Aup d'Uès                       | 151       | Luis Herrera           | Laurent Fignon    |
| 18a    | 17 de juliol | Bourg-d'Oisans-La Plagne                 | 185,5     | Laurent Fignon         | Laurent Fignon    |
| 19a    | 18 de juliol | La Plagne-Morzine                        | 186       | Ángel Arroyo           | Laurent Fignon    |
| 20a    | 19 de juliol | Morzine-Crans-Montana                    | 140,5     | Laurent Fignon         | Laurent Fignon    |
| 21a    | 20 de juliol | Crans-Montana-Villefranche-en-Beaujolais | 320,5     | Frank Hoste            | Laurent Fignon    |
| 22a    | 21 de juliol | Villié-Morgon-Villefranche-en-Beaujolais | 51 (CRI)  | Laurent Fignon         | Laurent Fignon    |
| 23a    | 22 de juliol | Pantin-París                             | 196,5     | Eric Vanderaerden      | Laurent Fignon    |